# Candela por metro quadrado
Em fotometria, nit ou candela por metro quadrado é uma unidade de luminância. Indica a intensidade luminosa produzida ou refletida por uma superfície aparente. É mais utilizada para medir o brilho de monitores.